# الانتخابات الرئاسية الجيبوتية 2021
أُقيمت الانتخابات الرئاسية في جيبوتي في 9 أبريل 2021. الرئيس الحالي إسماعيل عمر جيله أُعيد انتخابه لولاية خامسة مدتها 5 سنوات، بعد أن خدم في هذا المنصب منذ 1999. معظم المعارضة قاطعت الانتخابات. كان جيله رئيس جيبوتي منذ عام 1999، وقد أُعيد انتخابه في الجولة الأولى من آخر انتخابات عام 2016، والتي قاطعتها أحزاب معارضة.

## نظام الانتخابات
يُنتخب الرئيس بنظام من دورتين لـ5 سنوات. المرشح الذي يحصل على أغلبية الأصوات في الجولة الأولى يُنتخب حسب الأصول. وإن لم يتحقق ذلك، تُنظم جولة ثانية بين المرشحين اللذين حصلا على أكبر عدد من الأصوات في الجولة الأولى. من يحصل على أكبر عدد أصوات في الجولة الثانية يُنتخب. لو لم يحصل أي مرشح على أغلبية الأصوات، لاقيمت جولة ثانية يوم 23 أبريل.
في عام 2010، تم تعديل دستور جيبوتي ليقصر مدة الفترات الرئاسية من 6 سنوات إلى 5 سنوات، الحد الأقصى السابق للولايتين لكل رئيس تم إلغاؤه أيضاً.

## المرشحون
الرئيس الحالي إسماعيل عمر جيله مؤهل لفترة رئاسية خامسة. المرشح المعارض الوحيد هو زكريا إسمايل فرح من حركة تطوير وتوازن دولة جيبوتي مع اختيار مرشحي المعارضة الرئيسيين عدم تقديم مرشحين.

## الحملة
حدثت الحملة الرئاسية أثناء وباء كوفيد 19 العالمي الجاري. سلّطت حملة جيله الضوء على رد الحكومة على الجائحة محلياً، الذي مدحته منظمة الصحة العالمية. وواجهت حملة جيله النقد لبعض المشاكل الاجتماعية، من ضمنها معدل البطالة العالي في البلاد ومخاوف أنه بالرغم من معدل النمو المرتفع بنسبة 7 بالمئة في المتوسط على مدى السنوات الـ5 السابقة، فإن منافع هذا النمو كانت إعادة توزيعها بشكل غير متساوي، وخصوصاً تجاه الطبقة العاملة.
كان فرح المرشح المعارض الوحيد، فيما رفضت الأحزاب المعارضة الكبرى ترشيح مرشحين، واتهمت جيله بالحكم من خلال دكتاتورية.